# Geschichte der Juden in der Ukraine

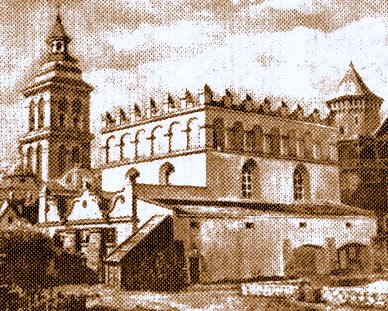
Goldene-Rosen-Synagoge in Lemberg (1582–1943)

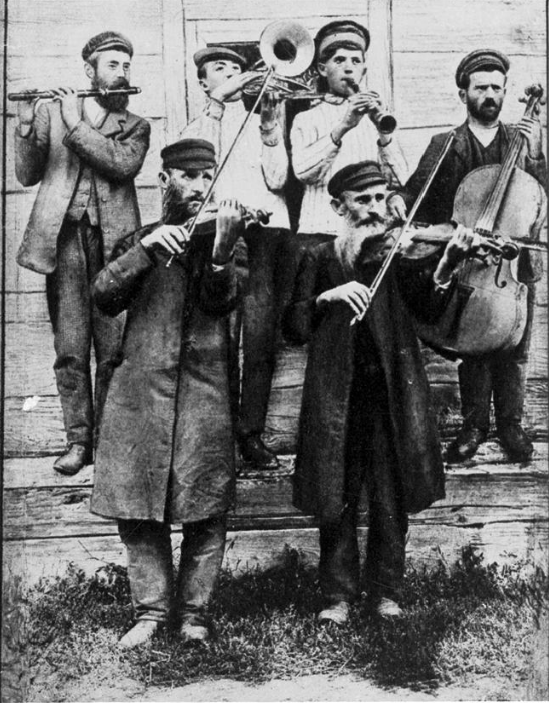
Klezmorim 1925

Die Geschichte der Juden in der Ukraine beschreibt die Entwicklung jüdischen Lebens und Kultur im Gebiet der heutigen Ukraine.

## Antike
Zu hellenistischer Zeit sind jüdische Siedlungen in den Städten Chersones und Pantikapaion am Schwarzen Meer bezeugt. Auf der Krim existieren bis in die Gegenwart mit den rabbinischen Krimtschaken und den oppositionellen Karäern kleine gesonderte jüdische Gruppierungen.

## Kiewer Rus
Die erste Erwähnung von Kiew, der Hauptstadt der Ukraine, in jüdischen Schriften erscheint im Kiewer Brief. In der Kairoer Geniza wurde ein Brief von jüdischen Kaufleuten aus dem 9. Jahrhundert gefunden, wonach ein verschuldeter Kaufmann in die Stadt Kiew verschleppt und zum Tode verurteilt wurde. Seine Freunde ersuchten jüdische Gemeinden in hebräischen Briefen, den für die Rückzahlung der Schulden erforderlichen Geldbetrag aufzubringen.
Die jüdische Gemeinde in Kiew war im 10. Jahrhundert wohl zum großen Teil chasarischer Herkunft. Die Juden standen unter dem Schutz der Großfürsten des Kiewer Rus. Es gab zu dieser Zeit ein jüdisches Stadtviertel und ein „Tor der Juden“. 1113 wurden bei einem Aufstand gegen die Oberschicht viele Juden getötet. Ein Rabbi Moses von Kiew wird in hebräischen Texten für das 12. Jahrhundert erwähnt.
Auch in Tschernihiw und Wolodymyr gab es jüdische Gemeinden.

## Königreich Polen
Seit 1340 gehörte der westliche Teil der Ukraine zum Königreich Polen. Dort galten Glaubens- und Handelsfreiheit für Juden, in einem in Europa einmaligen Umfang. Seit 1348 kamen viele Juden aus Mitteleuropa nach Polen und Galizien nach Pogromen. 1352 wurde eine jüdische Gemeinde in einer Vorstadt von Lemberg erwähnt, 1387 eine „Judenstraße“, 1457 eine Karäergemeinde in der Vorstadt.
Ab 1506 begann eine Blütezeit für Juden in Polen unter Sigismund I. Es entwickelte sich der Rat der vier Länder als Entscheidungsorgan der Juden in Polen mit weitgehenden Entscheidungsfreiheiten. In Lemberg bestand eine Jeschiwa, deren Schüler aus ganz Europa kamen.
In der zweiten Hälfte des 16. Jahrhunderts kamen zahlreiche Juden aus Polen nach Wolhynien und Podolien. Juden hatten als Händler und Steuereintreiber eine Mittelstellung zwischen polnischem Adel und der bäuerlichen Bevölkerung. Bei den Kosaken-Aufständen unter Bohdan Chmelnyzkyj kamen 1648 und 1649 Zehntausende Juden bei Massakern um.
Im 18. Jahrhundert wurden die Juden Opfer von Angriffen der Hajdamaken unter Führung von Saporoger Kosaken. Hierbei ist insbesondere das Massaker von Uman während des Kolijiwschtschyna-Aufstands der Hajdamaken 1768 unter Iwan Gonta und Maksym Salisnjak zu nennen.
Um 1740 entstand in Medschybisch in Podolien durch Rabbi Baal Schem Tow die religiöse Bewegung des Chassidismus. Diese breitete sich bald über ganz Ostmitteleuropa aus. Zentren in der heutigen Ukraine waren unter anderem Bels, Berdytschiw, Brody, Jampil, Lemberg, Mesritsch, Solotschiw, Tjatschiw. Zu einem wichtigsten Zentrum der Haskala wurde Brody, wo Nachman Krochmal und Menachem Mendel Lefin lehrten.

## Kaiserreiche Russland und Österreich
Mit den Teilungen Polens 1772, 1793 und 1795 wurde auch Ruthenien geteilt. Der nördliche Teil mit Wolhynien und Podolien kam zu Russland, der Süden mit Galizien zu Österreich.
Im Russischen Kaiserreich war die jüdische Ansiedlung auf den Ansiedlungsrayon beschränkt, der die heutigen Staaten Ukraine, Belarus und Moldawien sowie Teile von Litauen und Polen umfasste. Der Volkszählung von 1897 zufolge lebten dort 4.899.300 Juden, die 94 % der gesamten jüdischen Bevölkerung Russlands ausmachten. Mehr als die Hälfte der damaligen jüdischen Bevölkerung des Russischen Kaiserreiches (rund 2,68 Mio.) lebte in der heutigen Ukraine. Die Juden lebten überwiegend (zu 82 %) in den Städten und Kleinstädten des Ansiedlungsrayons (sie machten dort 36,9 % der Stadtbewohner aus), und zwar in eigenen Stadtteilen, den sogenannten Schtetl. Doch nicht nur die Beschränkung ihres Wohngebiets bedrückte die Juden. Ihre beruflichen Möglichkeiten waren eingeschränkt. Sie konzentrierten sich auf den Handel (darin waren 38,6 % der erwerbstätigen Juden tätig) und auf das Handwerk (35,4 %). 72,8 % aller im Handel tätigen Personen im Siedlungsgebiet waren Juden, ebenso wie 31,4 % der im Handwerk tätigen Personen. Die Konkurrenz unter den Kaufleuten, Ladenbesitzern und Handwerkern war groß und führte zur Verarmung und zur Herausbildung eines jüdischen Proletariats, das nicht integriert werden konnte. Diese Situation, zusammen mit den unaufhörlichen antijüdischen Dekreten und den Pogromwellen, führte zu einem konstanten Strom jüdischer Auswanderung aus dem Ansiedlungsrayon nach Westeuropa und in die Vereinigten Staaten (insbesondere in den 1880er Jahren).
Während der Revolution von 1905 schlugen in Odessa, einer Stadt mit einem jüdischen Bevölkerungsanteil von 37 %, anfangs friedliche Kundgebungen in viertägige Pogrome um, die eine Pogromwelle auch in anderen Städten des Ansiedlungsrayons auslösten. Nach Angaben der Polizei wurden mindestens 400 Juden und 100 Nichtjuden getötet. Mehr als 1.600 jüdische Häuser, Wohnungen und Geschäfte wurden beschädigt. Die jüdische Zeitschrift Woschod gab die Zahl der Todesopfer mit mehr als 800 an. Dmitri Neidhardt, der damalige Stadtgouverneur von Odessa und Schwager des späteren Premierministers Peter Stolypin, schätzte die Zahl der Opfer auf 2.500.

## Erster Weltkrieg
Während des Ersten Weltkriegs von 1914 bis 1918 wurden im Zuge des Bürgerkriegs 1917/18 von russischen Kräften zahlreiche Pogrome an ukrainischen Juden begangen; diese Phase wird von daher auch als „Vorläufer des Holocaust“ bezeichnet.
Im unmittelbar an den Ersten Weltkrieg anschließenden, vom November 1918 bis zum Juli 1919 dauernden Polnisch-Ukrainischen Krieg wurden die in der Westukraine lebenden Juden zum Angriffsziel polnischer Soldateska: Als Lemberg nach teils heftigen Kämpfen am 21./22. November 1918 von polnischen Truppen eingenommen worden war, kam es vom 22. bis zum 24. November zu einem Pogrom an der jüdischen Gemeinde der Stadt. Dabei töteten polnische Soldaten, Milizionäre und Zivilisten eine große Anzahl von Juden. Dem Morgenthau-Report zufolge starben dabei 64 Menschen, andere Angaben schwanken zwischen 73 und 150 jüdischen Opfern. Den Juden wurde dabei ihre bis dahin neutrale Haltung im Konflikt zwischen Polen und der Ukraine vorgeworfen, wodurch die Übernahme der politischen Macht durch die Ukraine in Lemberg zu Beginn des Kriegs überhaupt erst möglich geworden sei.

## Vorkriegs-Sowjetunion
Lenins Nationalitätenpolitik bot in den 1920er und 1930er Jahren einige Betätigungsmöglichkeiten.
Es entstanden jiddische Theater, Zeitungen erschienen. Serafyma Gopner (ukrainisch auch Hopner) wurde zur ersten jüdischen Parteichefin der Sowjet-Ukraine (Erster Sekretär der Kommunistischen Partei der Ukrainischen SSR) gewählt.

## Deutsche Besetzung

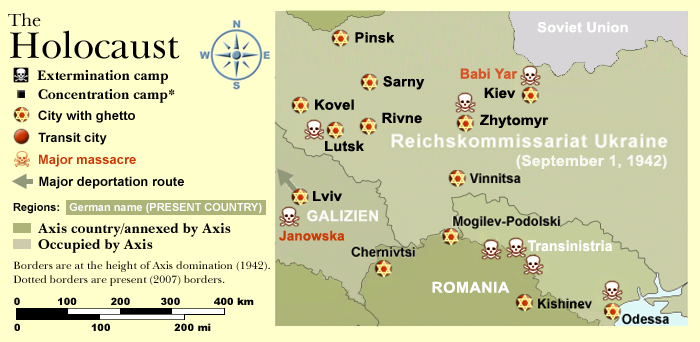

Nach dem deutschen Überfall auf die Sowjetunion im Juni 1941 fanden in vielen Gebieten der Ukraine Massaker und Pogrome an Juden durch Ukrainer statt. Mit dem Vorrücken der SS-Einsatzgruppen begannen die massenhaften Erschießungen von Juden durch diese Einsatzgruppen. Das bekannteste dieser Massaker fand am 29. und 30. September 1941 in Babyn Jar statt, wo mehr als 33.000 jüdische Kiewer ermordet wurden, gefolgt von weiteren regelmäßigen Massenerschießungen mit weiteren etwa 70.000 Toten. Weitere Massaker gab es in Charkiw, in Berditschew, in Kamenez-Podolsk und an vielen anderen Orten.
Von 1941 bis 1943 wurde in der Ukraine der größte Teil der jüdischen Bevölkerung ermordet.

## Sowjetunion
Nach der Rückeroberung der Ukraine durch die Rote Armee 1944 gab es zunächst relativ unbehinderte Lebensmöglichkeiten für die verbliebenen Juden.
Ende der 1940er Jahre kam es in der stalinistischen Sowjetunion zu einer judenfeindlichen Kampagne. Später hielt vor allem der sogenannte Antizionismus die Benachteiligungen und Vorbehalte gegenüber Juden aufrecht.
Viele ukrainische Juden emigrierten seit der Zeit des Kalten Krieges nach Israel, in die USA oder Westeuropa.

## Ukraine

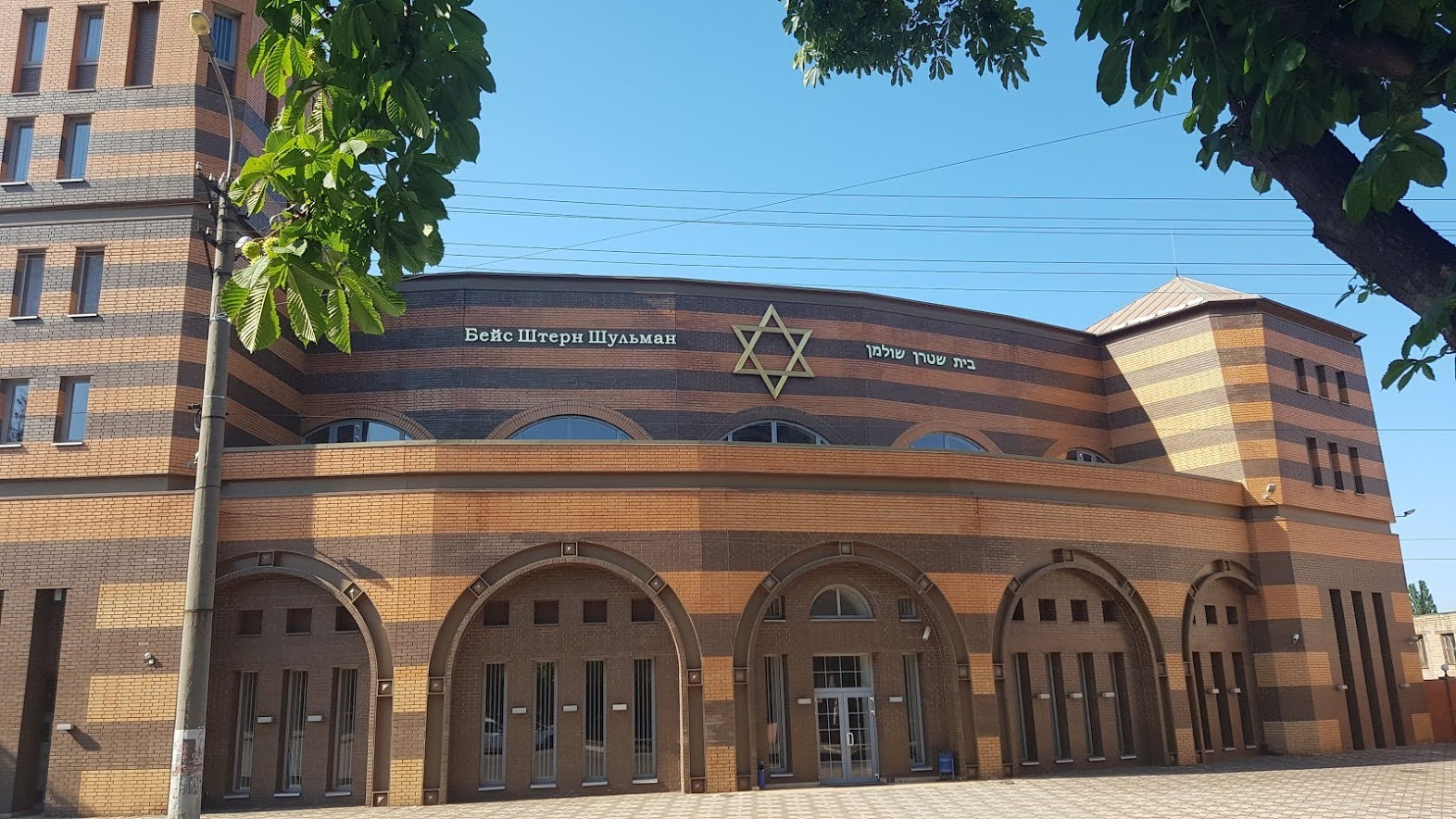
Die neue Synagoge in Krywyj Rih gehört zu den zahlreichen in den letzten Jahren neu errichteten jüdischen Gotteshäusern

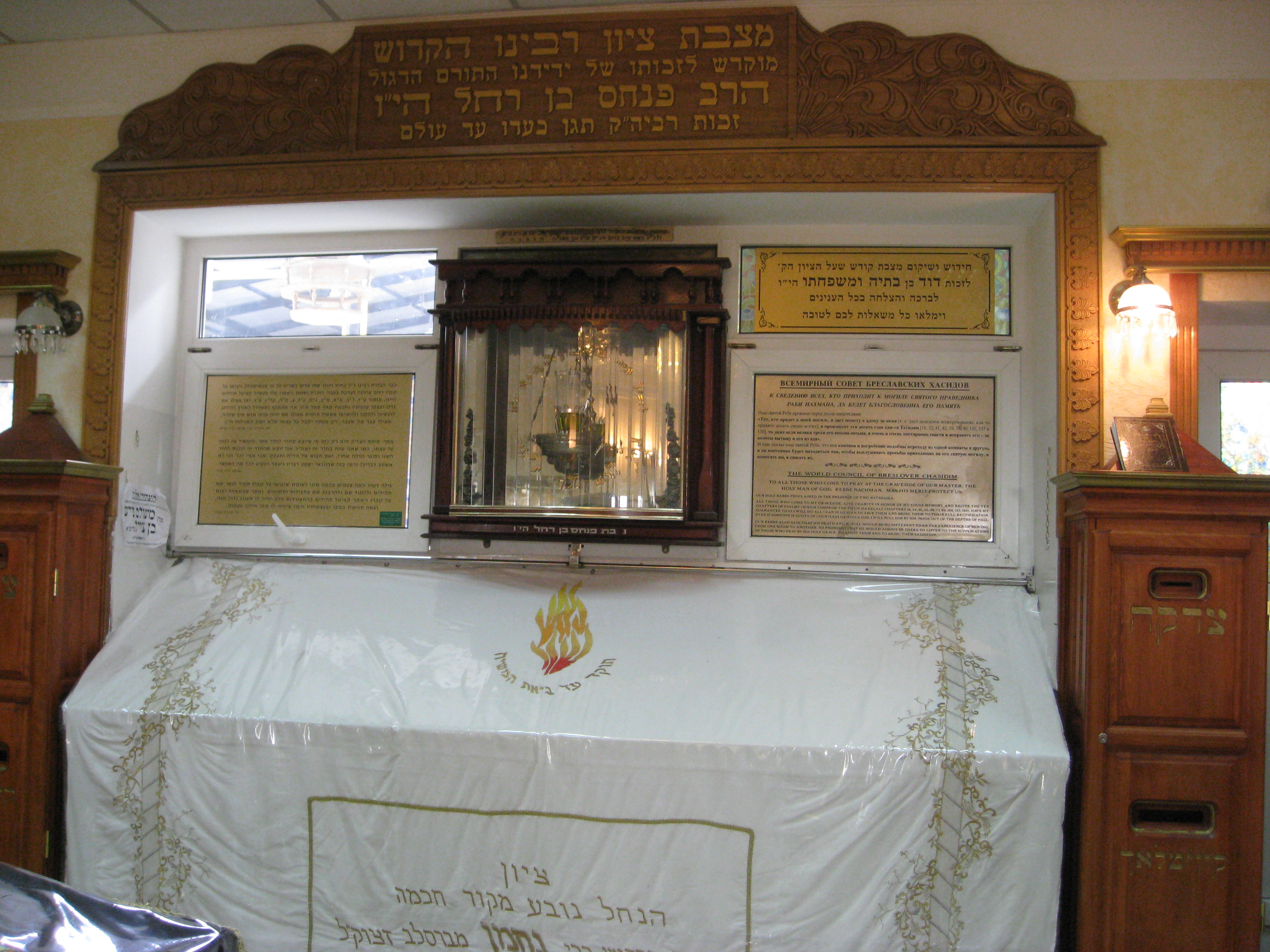
Grab von Rabbi Nachman in Uman

In der Ukraine begann sich laut Josyf Zisel, einem jüdischen Menschenrechtsaktivisten, ein langer Übergang zu vollziehen von einem ‚eurasischen‘ System zu einem ‚europäischen‘ System; die veränderte Haltung und das veränderte Selbstverständnis der Menschen im Land führten zu einem anderen Staat. Für die 1990 lebenden Juden aus der Ukraine sei, auch ohne den Kommunismus als Leitbild, zunächst die russische Kultur zentral geblieben. Mit einer gewissen „russophilen Schwerfälligkeit“ hätte sich auch die Minderheit der Juden dem gesellschaftlichen Wandel angepasst und neben den gestrandeten Sowjetjuden und den Juden aus der Ukraine seien mehr und mehr ukrainische Juden entstanden.
Es gibt heute kleine, aber aktive Gemeinden sowie Menschen jüdischer Abstammung besonders in größeren Städten wie Kiew (110.000), Dnipro (60.000), Lwiw, Charkiw (45.000), Odessa (45.000) und anderen Städten, während auf dem Land in verarmten Dörfern noch ältere Bewohner lebten.
Anfang der 1990er-Jahre wurde in Uman das Grab von Rabbi Nachman provisorisch überdacht und im Jahr 2000 erfolgte der Bau einer Synagoge. Der Wallfahrtsort zog damit jährlich bis zu 70.000 jüdische Pilger an anstelle der 400 zu Sowjetzeiten.
Ein Höhepunkt antisemitischer Vorfälle lag in den Jahren 2006–2008, was vor allem auf die Aktivitäten einer Organisation, der Akademie MAUP, zurückzuführen war. MAUP wurde vom Außenministerium der Vereinigten Staaten als eine der beharrlichsten antisemitischen Institutionen Osteuropas eingeschätzt. Die von MAUP herausgegebene Zeitung Personnel soll 2007 für 90 % der landesweiten antisemitischen Veröffentlichungen verantwortlich gewesen sein. Dies geschah, nachdem die russische Botschaft den Kontakt zwischen dem Rektor der Akademie und der neu eröffneten Botschaft Palästinas hergestellt hatte. Damals seien dort bis 700 Publikationen pro Jahr gedruckt worden, zehn Jahre später war diese Zahl auf 10 gesunken. Einige der Vorfälle im Jahre 2014 seien vermutlich auf russische Inszenierungen zurückzuführen, welche konstruiert wurden, um das Narrativ der russischen Propaganda und Wladimir Putins von den angeblichen Nazis an der Regierungsmacht zu untermauern.
Ein Jahr nach dem Beginn des Russisch-Ukrainischen Krieges wurde eine halbe Stunde von Kiew entfernt die Siedlung Anatewka als neue Heimat für die aus den russisch besetzten Gebieten der Ukraine geflüchteten Juden gegründet. Nach dem russischen Überfall auf die Gesamtukraine 2022 dienten die Gebäulichkeiten mit Schulen, Hostel und Synagoge als Auffangstation.
Im Jahre 2016 wurde mit Wolodymyr Hrojsman erstmals eine Person jüdischer Herkunft zum Ministerpräsidenten des Landes gewählt, 2019 mit Wolodymyr Selenskyj erstmals ein jüdischer Präsident der Ukraine.
Am 1. Januar 2021 veranstalteten die rechtsextreme Partei Swoboda und Splitterparteien, die mit ihr zusammen in der Parlamentswahl 2019 2,4 % der Stimmen erreichten, in Kiew einen Fackelzug mit 1000 Teilnehmern zur Ehrung des NS-Kollaborateurs und UPA-Anführers Stepan Bandera. In diesem Zusammenhang verurteilte der israelische Botschafter Joel Lion jegliche Glorifizierung von NS-Kollaborateuren in der Ukraine.
Präsident Selenskyj warf am 20. März 2022 Israels Regierung und der Knesset vor, Russland nicht zu sanktionieren und Waffenlieferungen an die Ukraine zu verweigern. Er wies auf das erklärte Ziel Russlands der Vernichtung der Ukraine während des Überfalls auf die Ukraine 2022 hin und darauf, dass in Russland dabei dieselben Formulierungen zur Auslöschung der Ukraine gebraucht würden wie sie von den Nazis verwendet worden waren. Einige Abgeordnete kritisierten ihn für Bezugnahmen auf den Holocaust.
Derzeit kämpfen jedoch wieder einige israelische Bürger auf der Seite der Ukraine.
Die Jüdische Gemeinde Kiew steht heute unter der Leitung von Oberrabbiner Jonatan Markowytsch, einem offiziellen Gesandten des Lubawitscher Rebbe.

## Bevölkerung
In der Ukraine lebten
- 1650: 40.000
- 1765: 300.000
- 1897: 2.680.000
- 1926: 2.720.000
- 1941: 2.700.000
- 1959: 840.446
- 1970: 777.406
- 1979: 634.420
- 1989: 487.555
- 2002: 100.000
- 2010: 71.500
- 2014: 67.000